# Tom Roberts
Thomas William Roberts (Dorchester, 8 marzo 1856 – Kallista, 14 settembre 1931) è stato un artista e pittore britannico naturalizzato australiano, figura chiave della Scuola di Heidelberg.

## Biografia

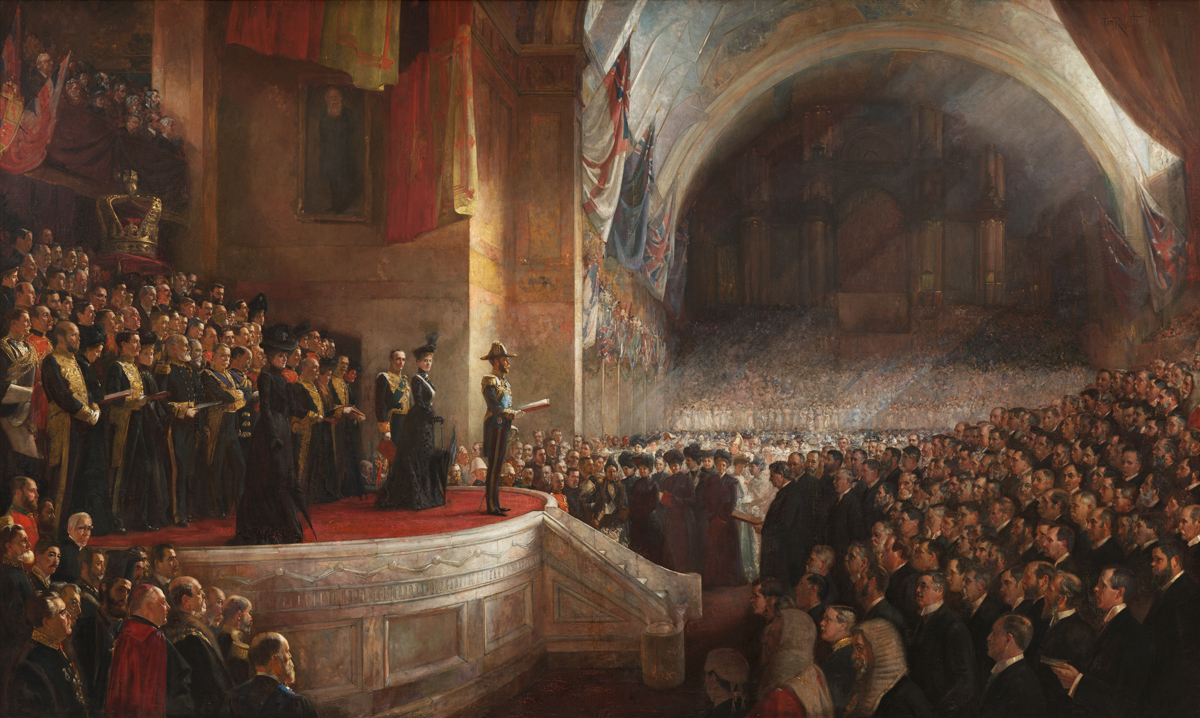
Apertura del Parlamento australiano, 1901

Roberts nacque a Dorchester, nella contea britannica del Dorset, i suoi genitori erano editori di giornali. Il pittore emigrò in Australia con la sua famiglia nel 1869.
Si stabilì a Collingwood, un quartiere di Melbourne. Il suo primo lavoro fu quello di assistente fotografico, lavoro che praticò durante tutti gli anni settanta, mentre studiava di notte arte, sotto la guida di notabili maestri come Frederick McCubbin.
Ritornò in Inghilterra e, dal 1881 al 1885, si dedicò completamente allo studio dell'arte in Europa. Successivamente, fece ritorno a Melbourne, dove visse durante la fine degli anni ottanta e tutti gli anni novanta. Nel 1896, all'età di quarant'anni, sposò la trentacinquenne Elizabeth Williamson e da lei ebbe un figlio, Caleb. Risalgono a questo periodo i suoi dipinti più conosciuti.
Durante la prima guerra mondiale e nel triennio 1921-23, il pittore lavorò in un ospedale insieme ad altri famosi artisti come Arthur Streeton. Successivamente, fece costruire una casa a Kallista, vicino a Melbourne, nello Stato del Victoria. Questo fu un periodo gioioso della sua vita in cui l'artista dipinse peraltro molti quadri.
La moglie Elizabeth morì però nel gennaio del 1928 e il pittore si risposò in agosto. Il suo decesso, dovuto al cancro, risale al settembre del 1931.

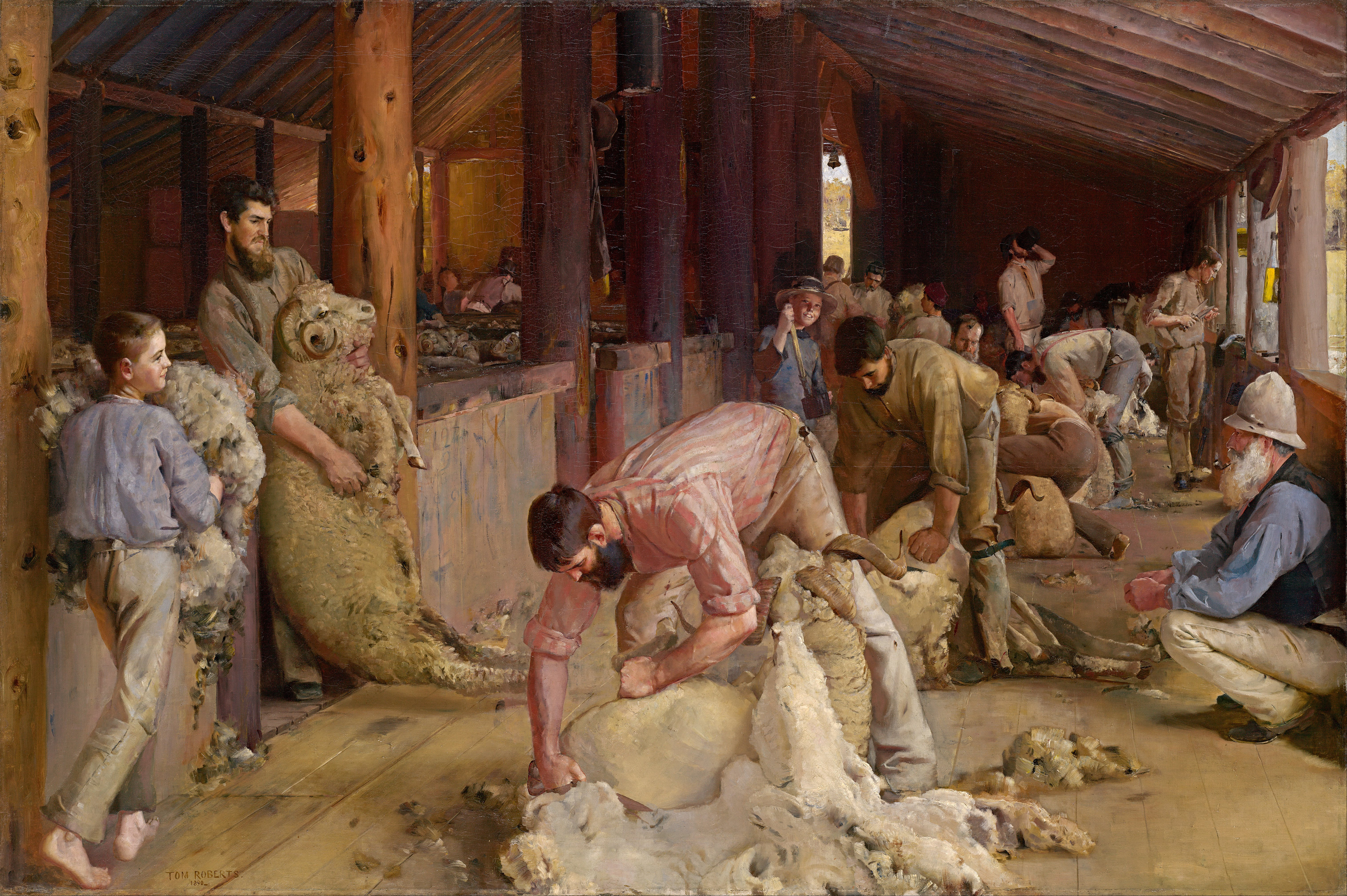
Shearing the Rams by Tom Roberts, 1890